# Mayada Al-Sayad

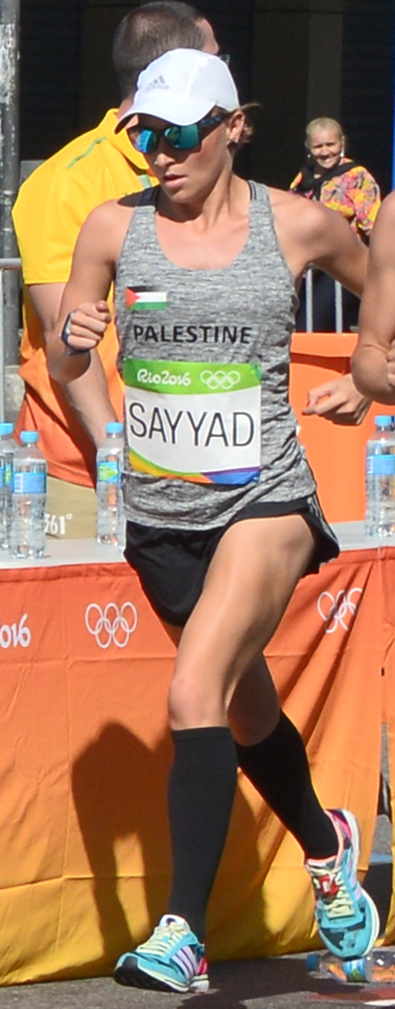
Mayada Al-Sayad 2016 bei den Olympischen Spielen in Rio

Mayada Al-Sayad (arabisch ميادة الصياد, DMG Mayyāda aṣ-Ṣayyād; * 26. Oktober 1992 in Berlin) ist eine deutsch-palästinensische Marathonläuferin.
Die Tochter eines palästinensischen Zahntechnikers und einer Deutschen aus Thüringen fing das Laufen mit ihrer Zwillingsschwester Miriam an. Sie startet für den 1. VfL Fortuna Marzahn, wo sie von Tobias Singer trainiert wird. 2014 entschied sie sich, für die Palästinensischen Autonomiegebiete zu starten.
2015 wurde sie Zehnte beim Berliner Halbmarathon. Beim Hamburg-Marathon kam sie auf den 13. Platz und verbesserte ihren persönlichen Rekord um fast zwölf Minuten auf 2:41:44 h. Damit qualifizierte sie sich für die Leichtathletik-Weltmeisterschaften in Peking, wo sie in 2:53:39 h den 50. Platz belegte.
2016 kam sie beim Dubai-Marathon auf den 17. Platz und blieb mit 2:40:00 h zum zweiten Mal unter der Qualifikationsnorm für die Olympischen Spiele in Rio de Janeiro. Bei den Deutschen Meisterschaften über 10.000 m und bei den 25 km von Berlin wurde sie jeweils Vierte und bei der Berliner City-Nacht Zweite.
Bei der Eröffnungsfeier in Rio trug sie die palästinensische Fahne. Im Marathon lief sie in 2:42:28 h auf dem 67. Platz ein.

## Persönliche Bestzeiten
- 5000 m: 16:18,34 min, 29. April 2017, Berlin (palästinensischer Rekord)
- 10.000 m: 34:48,07 min, 7. Mai 2016, Celle (palästinensischer Rekord)
- 10-km-Straßenlauf: 33:45 min, 30. Juli 2016, Berlin (palästinensischer Rekord)
- Halbmarathon: 1:15:18 h, 9. April 2017, Hannover (palästinensischer Rekord)
- 25-km-Straßenlauf: 1:31:33 h, 15. Mai 2016, Berlin (palästinensischer Rekord)
- Marathon: 2:39:28 h, 7. April 2019, Hannover (palästinensischer Rekord)